# Cara Pils
Cara Pils és una marca belga de cervesa comercialitzada per la cadena de supermercats Colruyt. És una cervesa rossa amb un contingut d'alcohol que va del 4,4 % al 5 % i amb un preu que oscil·la els 0,33 €. El nom de la marca i el disseny de la llauna van ser motiu de polèmica el 2015, i una crisi de subministrament va mobilitzar la societat belga el 2017 a través de les xarxes socials, dotant aquesta marca de cert estat de culte.
S'ofereix en ampolles reutilitzables de 25 centilitres i en llaunes de 33 o 50 centilitres. Tot i que la produeix la cadena de supermercats Colruyt, també es pot trobar a qualsevol altre supermercat o tenda nocturna.

## Producció
Colruyt manté en secret l'empresa que fabrica Cara Pils per motius estratègics, ja que escull periòdicament la companyia que fabricarà aquest producte. A partir d'un manual amb els ingredients i les proporcions amb els quals s'ha de produir la cervesa, les diferents cerveseries ofereixen una estimació dels costos de producció. Colruyt selecciona la cerveseria que millor s'adapti als termes i condicions de la proposta i que ofereixi el preu més reduït: d'aquesta manera, la cadena de supermercats pot proporcionar aquest producte a un preu molt reduït aprofitant la competència entre diferents subministradores. Una anàlisi de les etiquetes permet demostrar que els fabricants anteriors han estat Haacht, Van Roy, Martens, Bosteels, Alken-Maes, i la Brasserie de Saint-Omer situada en nort-pas-de-calais.
Com a conseqüència de la seva producció deslocalitzada, Cara Pils canvia periòdicament de sabor. Aquest fet li ha atorgat l'apel·latiu de "l'única cervesa a Bèlgica de la qual mai et cansaràs".

## Polèmica sobre el canvi de nom del 2015
El 2015, en un exercici d'organització de les seves pròpies marques, Colruyt va anunciar que pretenia canviar el nom de Cara Pils a Everyday Pils per identificar la cervesa amb el mateix nom de la marca blanca del supermercat. Aquest moviment estratègic va ser àmpliament rebutjat pels consumidors i es va convertir en tot un fenomen mediàtic a la societat Belga. La comunitat de consumidors es va associar generant grups de protesta on-line, recollides de signatures com "No! Against Everyday, want the Cara Pils", que va reunir més de 3000 inscripcions i fins i tot manifestacions. El col·lectiu shitty guide Arxivat 2018-03-17 a Wayback Machine. va organitzar una marxa en protesta al canvi de nom a la ciutat de Gant, que va finalitzar amb una festa a la ciutat d'Anvers. La polèmica va ser tan gran que empreses tèxtils com ZEB Arxivat 2018-03-17 a Wayback Machine. van produir samarretes amb la imatge de la llauna de Cara Pils.
Mitjançant un comunicat oficial al seu lloc web, Colruyt es va retractar en la seva decisió de canviar el nom de Cara Pils al·legant la gran connexió emocional dels clients amb la marca blanca original. La companyia va mantenir la seva voluntat de desenvolupar un procés de styling del la llauna per aprofitar el fenomen mediàtic mitjançant una votació on-line on van participar 11,168 persones i en la qual va guanyar un disseny molt semblant a l'original però amb el logo de la marca blanca Everyday actualitzat.

## Crisi de subministrament del 2017
El 2017 es va produir una crisi de subministrament de Cara Pils als proveïdors locals. Durant els mesos de maig a juny de 2017, Cara Pils es va exhaurir a la majoria de supermercats de Bèlgica, arribant a produir tensions entre clients en supermercats de la regió de Bruixes.
Davant aquests fets, la companyia es va mantenir reticent a informar sobre la situació. Segons André Pecqueur, portaveu de l'empresa subministradora (eventualment, la cervesería francesa Brasserie Saint-Ome) la crisi de subministrament es va produir a causa d'un error de càlcul entre la demanda creixent (produïda pel bon clima) i la falta de recursos necessaris per distribuir i envasar la cervesa. La reincorporació de cara Pils en els circuits de distribució va coincidir amb l'inici de la temporada de festivals a Bèlgica com tomorrowland: fet que va tranquil·litzar àmpliament als assistents d'aquests festivals on és comú consumir aquest tipus de cervesa barata.

## Impacte cultural
Malgrat ser considerada com una de les pitjors cerveses del món per experts cervesers al rànquing rate beer, la veneració a aquesta marca blanca és tan gran entre els belgues que se la considera com un element clau en la formació de la identitat nacional belga, al costat de les patates fregides.
El seu èxit s'associa al baix preu pel qual es pot adquirir en qualsevol tenda nocturna, i es relaciona a consumidors amb baixa capacitat adquisitiva, com els estudiants. És per això que la seva popularitat s'atribueix al fet de ser una marca emocional, present en la vida estudiantil de molts belgues. La popularitat de cara Pils s'ha desenvolupat de forma autònoma i sense cap campanya de Màrqueting. Tot i això, el fenomen fan ha arribat a generar anuncis publicitaris produïts pels mateixos consumidors de la marca. De la mateixa manera, durant la crisi de subministrament van ser nombroses les referències en diaris i publicacions humorístiques. Es va arribar a bromejar sobre "tocs de queda" i "estats d'emergència sanitària" en diaris satírics com De Raaskalderij, on en to humorístic es va assegurar que l'alcalde de Aalst, Christoph D'Haese havia anunciat un pla de contingència mèdica per protegir a milers d'habitants i evitar greus símptomes d'abstinència o deshidratació amb racions d'emergència assegurades.